# US Masséda
Union Sportif Masséda w skrócie US Masséda – togijski klub piłkarski grający niegdyś w togijskiej pierwszej lidze, mający siedzibę w mieście Masséda.

## Występy w afrykańskich pucharach
| Sezon | Rozgrywki           | Runda   | Kraj                     | Klub            | Dom | Wyjazd | Dwumecz |
| ----- | ------------------- | ------- | ------------------------ | --------------- | --- | ------ | ------- |
| 2008  | Puchar Konfederacji | wstępna | Benin                    | UNB FC          | 2–0 | 1–1    | 3–1     |
| 2008  | Puchar Konfederacji | 1       | Wybrzeże Kości Słoniowej | Issia Wazy FC   | 4–1 | 0–2    | 4–3     |
| 2008  | Puchar Konfederacji | 2       | Tunezja                  | Espérance Tunis | 1–0 | 1–6    | 2–6     |

## Stadion
Domowe mecze klub rozgrywa na stadionie o nazwie Stade Municipal de Masseville w Massevillee. Stadion może pomieścić 5000 widzów.

## Reprezentanci kraju grający w klubie
Stan na styczeń 2023.
| - Tounde Adekounle - Komlan Agbégniadan - Gnama Akaté | - Backer Aloenouvo - Alex Kinvi-Boh - Awalou Samari |